# Кравченко, Алексей Евгеньевич
Алексе́й Евге́ньевич Кра́вченко (род. 10 октября 1969, Москва) — советский и российский актёр театра и кино, музыкант. Народный артист Российской Федерации (2020), лауреат Государственной премии Российской Федерации (2003).

## Биография
Родился 10 октября 1969 года в Москве в районе Москворечья.
Рос без отца. Увлекался игрой на гитаре, занимался в джазовой студии. После восьмого класса бросил школу и поступил на курсы фрезеровщиков — по собственным словам, «не желая сидеть на шее у матери». Затем работал станочником на заводе.
В 13 лет прошёл отбор на главную роль в картину Элема Климова «Иди и смотри». По воспоминаниям актёра, съёмки длились девять месяцев, пять или шесть из которых он прожил один, так как режиссёр запретил матери навещать его. Для съёмок требовался худой подросток, поэтому Кравченко постоянно сидел на жёсткой диете. Создатели фильма были удостоены в 1987 году Государственной премии СССР, однако Кравченко не был включён в список лауреатов ввиду несовершеннолетия. Его гонорар за фильм составил 3200 рублей.
После окончания ПТУ № 12 три года отслужил в ВМФ.
В 1991 году поступил, а в 1995 году окончил Театральное училище имени Б. В. Щукина (курс Аллы Казанской). В 1994—2001 годах был актёром театра имени Е. Вахтангова.
В 1995 году снялся в клипе «Дима, помаши рукой маме» (по мотивам одного из эпизодов серии «Русский проект» 1995 год).
В 2000 году создал Рок-группу «Guarana», заняв место гитариста.
В 2007 году был принят в труппу Московского художественного театра.
Помимо прочего, является создателем и руководителем группы «Гуарана». Музыка в исполнении «Гуараны» звучала в сериале «Русский спецназ».
Со 2 сентября 2016 года — ведущий шоу «Экстрасенсы против детективов» на телеканале «НТВ». Снялся в видеоклипе группы «Любовные истории» на песню «Скажи, зачем?».

## Личная жизнь
С января 1990 года был женат на Алисе Кравченко, от которой у него двое сыновей: Алексей и Матвей. В 2006 году они развелись.
Женат на актрисе Надежде Борисовой (род. 1979). Ксению, дочь Надежды от первого брака, удочерил.
Тесть — Лев Борисов.

## Признание и награды
- Лауреат молодёжной премии «Триумф» (2001)
- Государственная премия Российской Федерации в области литературы и искусства за роль в фильме «Звезда» (2003)[4]
- Премия «Чайка» (2007, в номинации «Синхронное плавание» совместно со своими партнёрами по спектаклю за спектакль «Человек-подушка»)
- Заслуженный артист Российской Федерации (20 августа 2007 года) — за заслуги в области искусства[5]
- Народный артист Российской Федерации (30 марта 2020 года) — за большие заслуги в области искусства[6]
- Медаль ордена «За заслуги перед Отечеством» II степени (18 мая 2022 года) — за большой вклад в развитие отечественной культуры и активную гражданскую позицию[7].

## Творчество

### Роли в театре

#### Театр имени Е. Б. Вахтангова
- «Жизнь есть сон» — Кларин
- «За двумя зайцами» Михаила Старицкого — Степан
- «Амфитрион» — Навкрат
- «Сирано де Бержерак» — Вальвер

#### Московский драматический театр имени А. С. Пушкина
- «Откровенные полароидные снимки». Режиссёр: Кирилл Серебренников — Ник

#### Московский Художественный театр имени А. П. Чехова
- 2005 — «Господа Головлёвы» М. Е. Салтыкова-Щедрина. Режиссёр: Кирилл Серебренников — Павел Головлёв
- 2004 — «Мещане» М. Горького. Режиссёр: Кирилл Серебренников — Нил
- 2007 — «Человек-Подушка» Мартана МакДонаха. Режиссёр: Кирилл Серебренников — Михал
- 2009 — «Трёхгрошовая опера» Бертольта Брехта. Режиссёр: Кирилл Серебренников — Браун
- 2012 — «Зойкина квартира» Михаила Булгакова. Режиссёр: Кирилл Серебренников — Борис Семёнович Гусь-Ремонтный
- 2013 — «Сказка о том, что мы можем, а чего нет» по прозе Петра Луцика и Алексея Саморядова. Режиссёр: Марат Гацалов — Олег Григорьевич Махмудов
- 2013 — «Идеальный муж. Комедия». Сочинение по произведениям Оскара Уайльда. Режиссёр — Константин Богомолов — Роберт Тернов, министр резиновых изделий
- 2013 — «Карамазовы» Ф. М. Достоевского. Режиссёр: Константин Богомолов — Иван Карамазов
- 2015 — «Мефисто». История одной карьеры. По роману Клауса Манна. Режиссёр: Адольф Шапиро — Хендрик Хефген
- 2016 — «Макбет». Трагедия. Уильям Шекспир. Режиссёр: Ян Клята — Макбет

### Фильмография
- 1985 — Иди и смотри — Флёра (Флориан) Гайшун
- 1995 — Мелкий бес — учитель гимнастики
- 1995 — 1996 — Русский проект — часовой Дима / военный в Чечне
- 1998 — Цветы от победителей — Серёга
- 1998 — Му-му — дворовый мужик
- 1999 — Мама — Василий Юрьев
- 1999 — Д. Д. Д. Досье детектива Дубровского — Костя, «Бугирь»
- 1999 — Рейнджер из атомной зоны — Алексей Барсук
- 2000 — Рождественская мистерия — Максим
- 2000 — Фортуна — Вадим Сорокин (жених)
- 2001 — Два солдатика бумажных (новелла «Казаки-разбойники»)
- 2002 — Бригада — Игорь Леонидович Введенский, подполковник КГБ / ФСБ (четвёртая—девятая, одиннадцатая, тринадцатая—пятнадцатая серии)
- 2002 — Русские амазонки — Русанов
- 2002 — Звезда — сержант Аниканов
- 2002 — 2003 — Спецназ — капитан Владимир Вяземский «Док»
- 2003 — Жизнь одна — Константин
- 2003 — Русские амазонки 2 — Русанов
- 2003 — Огнеборцы — Дедов
- 2004 — Брейк-Пойнт / Break Point —
- 2004 — Ключи от бездны — Казбек
- 2004 — Джек-пот для Золушки — Лёня Усачёв
- 2004 — Летучая мышь (Украина) — Генрих
- 2004 — Потерявшие солнце — оперативник Лукин
- 2004 — Сматывай удочки — заместитель начальника ОБНОН
- 2004 — Убей меня! Ну, пожалуйста — Жоров
- 2005 — 9 рота — капитан Быстров «Кохраман»
- 2005 — Гибель империи (пятая серия «Прорыв») — штабс-капитан Рысин
- 2005 — Мужской сезон: Бархатная революция — Вершинин
- 2005 — Откровенные полароидные снимки — Ник
- 2006 — Рельсы счастья — мужик с копьём
- 2006 — Ералаш (выпуск № 198, сюжет «Упал, отжался!»)[8] — папа мальчика
- 2007 — Май — Котельников
- 2007 — Дни надежды (Украина) — Владимир, бизнесмен
- 2007 — Взрослая жизнь девчонки Полины Субботиной — Виталий
- 2007 — Поцелуи падших ангелов — Владимир, брат Марины
- 2007 — Ты всегда будешь со мной? (Россия, Украина) — Миша
- 2008 — Муха — Фёдор Мухин
- 2008 — Защита — Павел Степанович Морозов
- 2008 — Бумеранг —
- 2009 — Летучий отряд — Павел Сергеевич Кирсанов, подполковник ФСБ
- 2009 — Каникулы строгого режима — Сергей Гагарин
- 2009 — 2014 — Братаны[9][10][11][12] — Макар Игнатьевич Крылов, майор / подполковник УБОП
- 2009 — Чёрный баран — водитель джипа
- 2010 — Ярослав. Тысячу лет назад — Харальд
- 2011 — Синдром дракона — Николай Владимирович Ёлкин, сын Владимира Ёлкина
- 2011 — Операция «Горгона» — Тишков
- 2011 — Крутые берега — Андрей Беляев
- 2011 — Откровения (серия № 17 «Библиотека») — незнакомец
- 2012 — Братья — Костя Старостин
- 2013 — В зоне риска — Виктор Непогода, майор ФСИН
- 2013 — Пётр Лещенко. Всё, что было… — Сергей Никанорович Буренин, комендант Бухареста
- 2013 — Двойной блюз — Игорь Крутицкий
- 2014 — Фейк: Береги себя — отец
- 2014 — Я больше не боюсь — Игорь Николаевич Кольцов
- 2014 — Мужские каникулы — Юрий Попов
- 2014 — След тигра — Хазов, полковник
- 2016 — Медсестра —
- 2016 — Дед Мороз. Битва Магов — Карачун
- 2016 — Куркуль — «Куркуль», фермер
- 2016 — Отчий берег — Макар Морозов
- 2017 — Чужое лицо — Егор Алексеевич Котов, майор юстиции
- 2018 — Канцелярская крыса — Михаил Иванович Авдеев, полковник полиции, начальник РУВД
- 2018 — Купчино — Николай Васильевич Табанин, участковый уполномоченный, капитан милиции
- 2018 — Вернуть любой ценой — Борис Борисович
- 2019 — Раскрашенная птица / Nabarvené ptáče — Гаврила
- 2019 — Лев Яшин. Вратарь моей мечты — Алексей Хомич, вратарь ФК «Динамо (Москва)»
- 2019 — Горизонт — полковник
- 2019 — Неоконченный бой — Николай Трошин
- 2020 — Смертельные иллюзии — директор шоу
- 2020 — Комета Галлея — Валерий Петрович
- 2021 — Солнцепёк — Павел Грицай, командир Луганского ополчения
- 2021 — Мой папа не подарок — Владимир
- 2021 — Сказки Пушкина. Для взрослых — Салтан, вождь племени выживших (серии «Салтан» и «Лебедь»)
- 2021 — Шугалей 3 — Калина
- 2021 — Седьмая симфония — Анатолий Иванович Серёгин, старший лейтенант НКВД
- 2022 — The Тёлки — Борис Борисович, отец Лены
- 2022 — Янычар — Игнат Кречет
- 2022 — Дикая — Егор, бизнесмен
- 2022 — Уровень угрозы — Денис Мартынов
- 2022 — Лучшие в аду — «Шёпот», старший по направлению Белых
- 2022 ― Наш спецназ ― «Пионер» ― Виктор Фирсов, майор Росгвардии
- 2022 ― Сердце Пармы ― князь Качаим
- 2023 ― Операция «Неман» ― полковник Мищенко, немецкий агент
- 2023 ― Хоккейные папы
- 2023 ― Аквариум — судья
- 2024 — Казачок — Марков
- 2025 — «Батька Минай. Партизанская легенда» — партизанский командир Минай Шмырев[13][14][15]

### Клипы
- 2002 — песня «Давай за…» группы Любэ (режиссёр В. Бледнов).

## Общественная позиция, санкции
Поддержал войну России на Украине.
В 2023 году Министерство культуры и информационной политики Украины включило Алексея Кравченко в перечень лиц, которые представляют угрозу национальной безопасности страны, в связи с его публичной поддержкой российского военного вторжения на Украину.